# Chaozhou

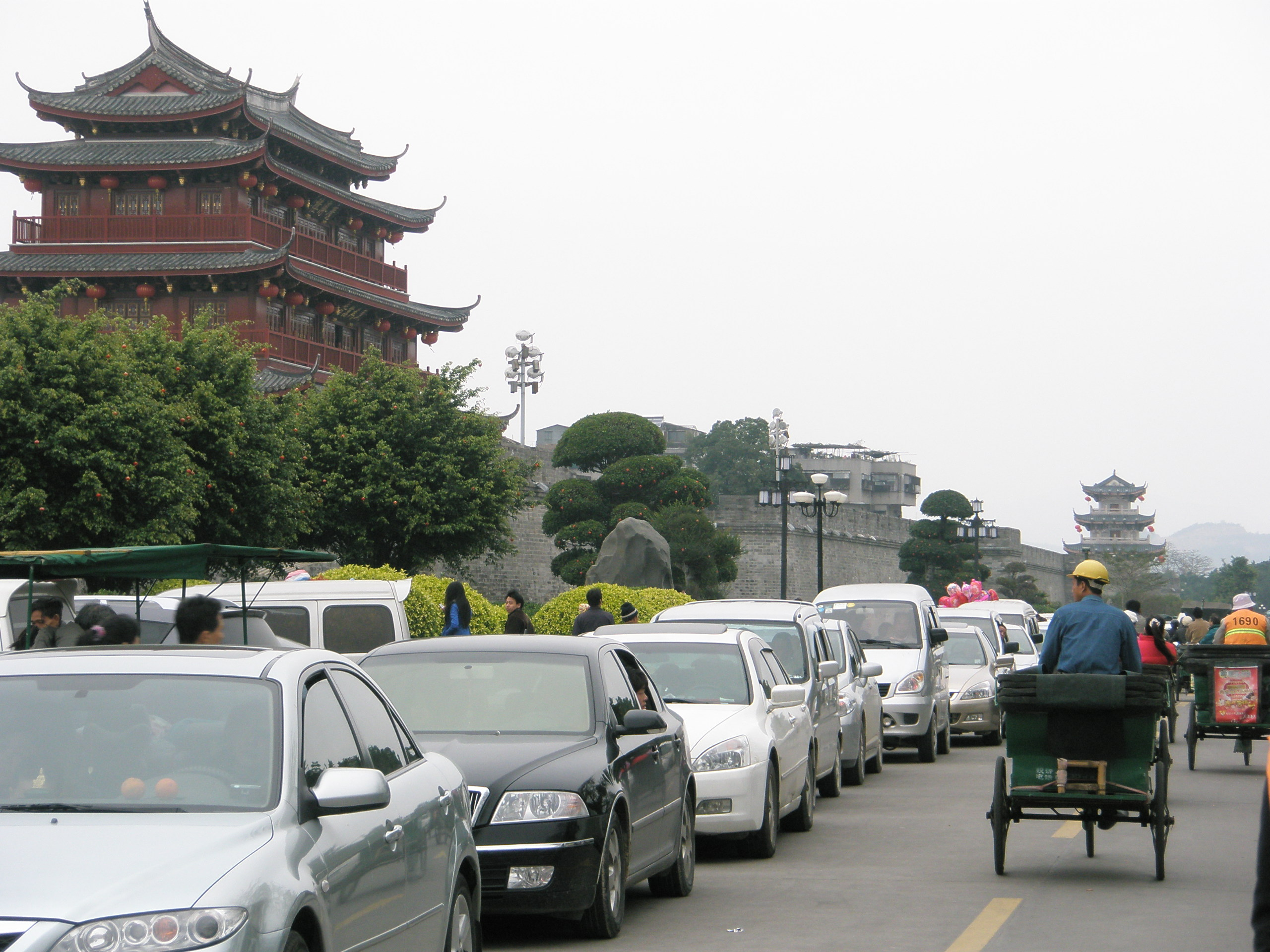

Chaozhou (em chinês 潮州), ou Chiu Chow, é uma cidade da República Popular da China, localizada na província de Cantão (Guangdong). 